# Edward Joseph McCarthy
Edward Joseph McCarthy, né le 25 janvier 1850 à Halifax en Nouvelle-Écosse et décédé le 26 janvier 1931, était un prélat catholique canadien. Il a été ordonné évêque en 1906 et a été l'archevêque de l'archidiocèse de Halifax de 1906 jusqu'à sa mort en 1931.

## Biographie
Edward Joseph McCarthy est né le 25 janvier 1850 à Halifax en Nouvelle-Écosse au Canada. Il a été ordonné prêtre le 9 juillet 1874 pour l'archidiocèse de Halifax.
Le 27 juin 1906, il a été nommé archevêque de l'archidiocèse de Halifax. Il a été consacré évêque le 9 septembre suivant. Il occupa cette fonction jusqu'à sa mort le 26 janvier 1931.